# Gérard Beytout
Pour les articles homonymes, voir Beytout.
Gérard Beytout est un producteur de cinéma français, né le 8 septembre 1930 à Paris, décédé le 23 juillet 1990 à Deauville.
Sa femme, Christine Beytout a produit L'Été meurtrier de Jean Becker avec Isabelle Adjani et Suzanne Flon qui recevront des Césars pour leur interprétation en 1983.
À la tête de la Société Nouvelle de Cinématographie, il a notamment produit tous les films de la saga des Gendarme
avec Louis de Funès de 1964 à 1982.

## Producteur (sélection)
- Les Vierges de Jean-Pierre Mocky
- La série des Gendarmes de Saint-Tropez de Jean Girault
- Les Grandes Gueules de Robert Enrico
- Les Arnaud de Leo Joannon
- Les Aventuriers de Robert Enrico
- Tante Zita de Robert Enrico
- La Piscine de Jacques Deray
- La Horse de Pierre Granier-Deferre
- La Liberté en croupe de Édouard Molinaro
- Un peu de soleil dans l'eau froide de Jacques Deray
- Les Feux de la Chandeleur de Serge Korber
- Le Bar de la fourche d'Alain Levent
- Les Aventures de Rabbi Jacob de Gérard Oury
- L'Amour à la bouche de Gérard Kikoïne
- Dis-moi que tu m'aimes de Michel Boisrond
- L'Année sainte de Jean Girault
- L'Empreinte des géants de Robert Enrico
- Tout dépend des filles... de Pierre Fabre (acteur)
- La Légion saute sur Kolwezi de Raoul Coutard
- Fais gaffe à la gaffe ! de Paul Boujenah